# Рове (Загорє-об-Саві)
Рове (словен. Rove) — поселення в общині Загорє-об-Саві, Засавський регіон, Словенія. Висота над рівнем моря: 363,7 м.